# Trifolium purpureum
Trifolium purpureum là một loài thực vật có hoa trong họ Đậu. Loài này được Loisel. miêu tả khoa học đầu tiên.

## Hình ảnh

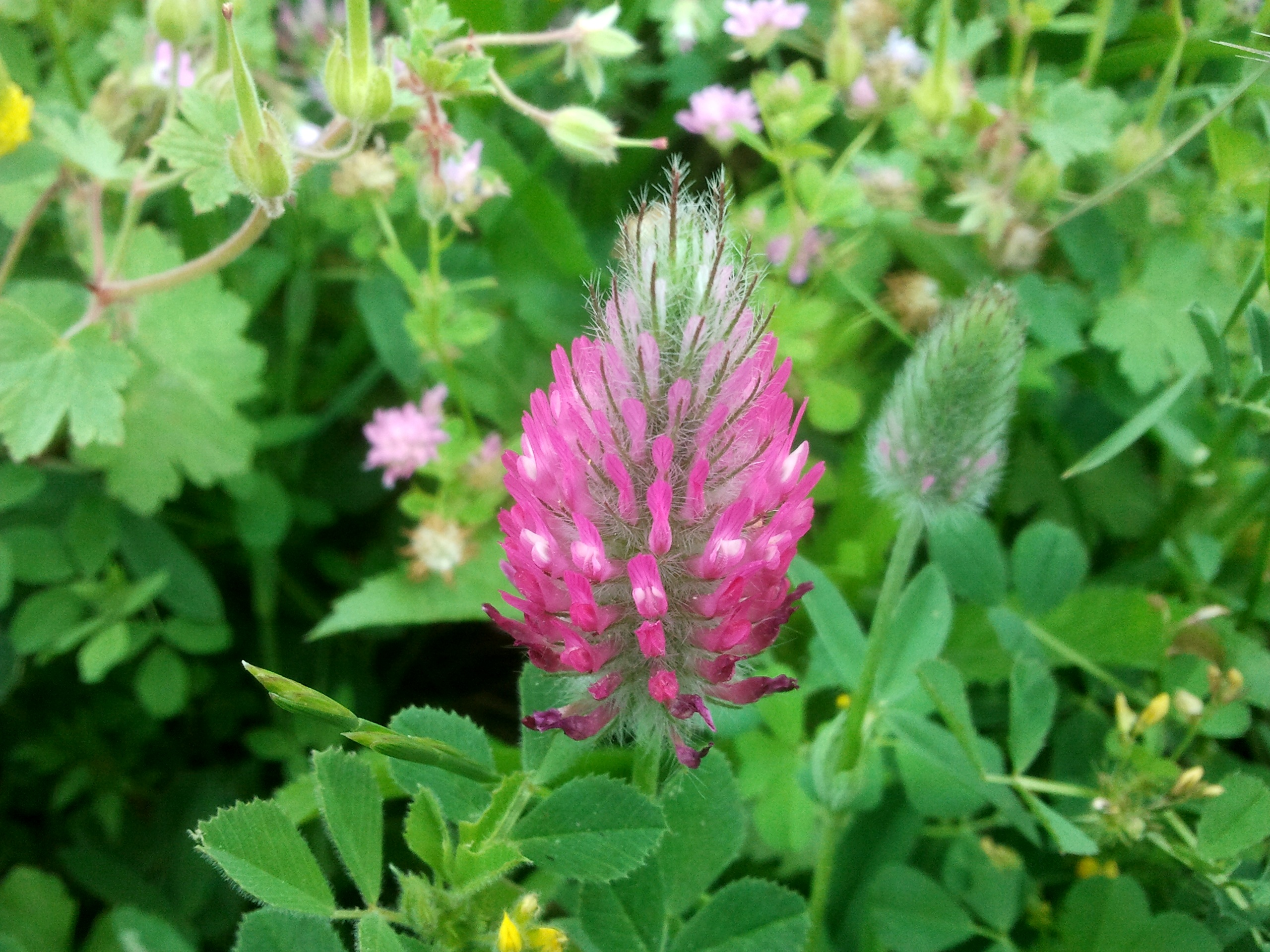
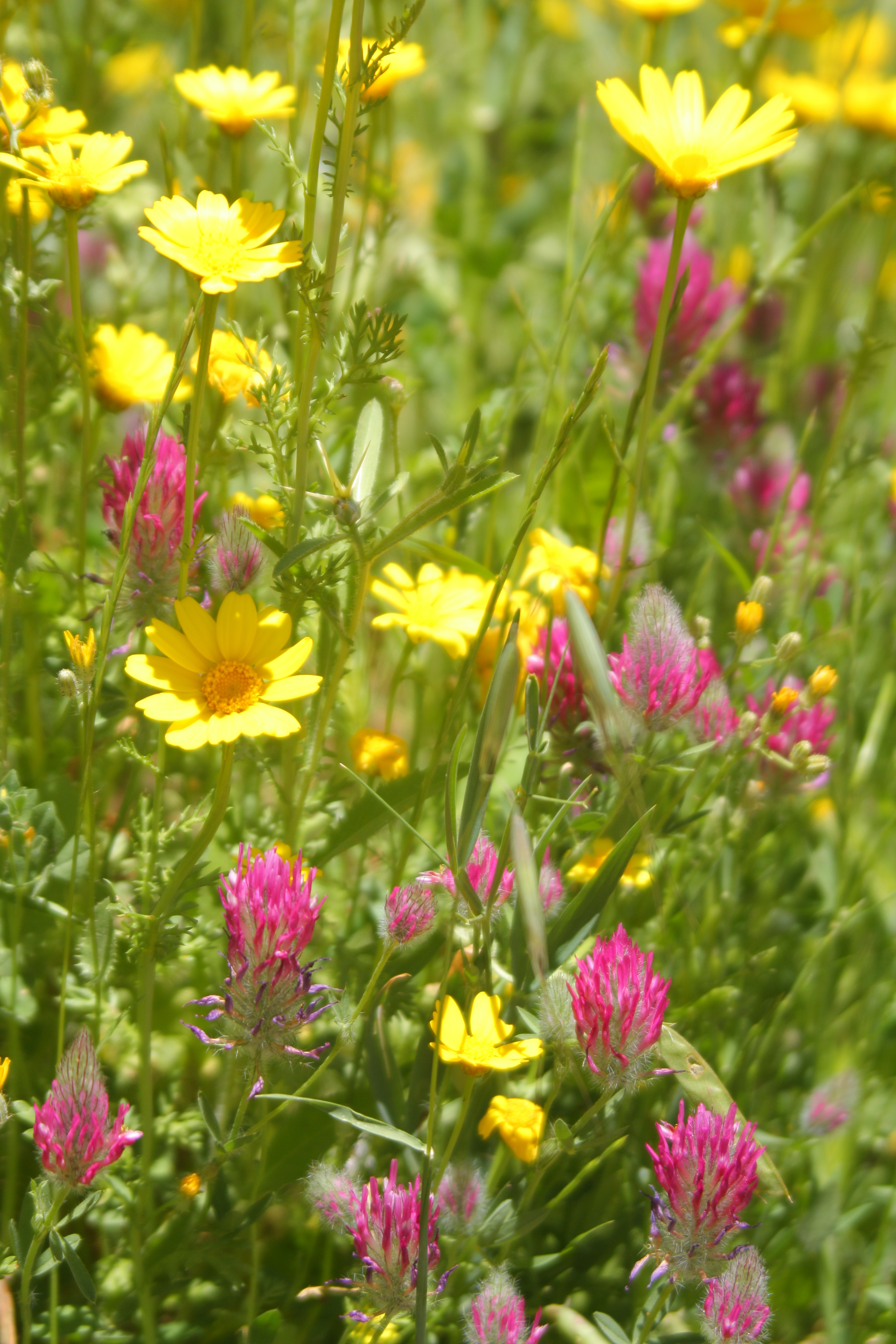
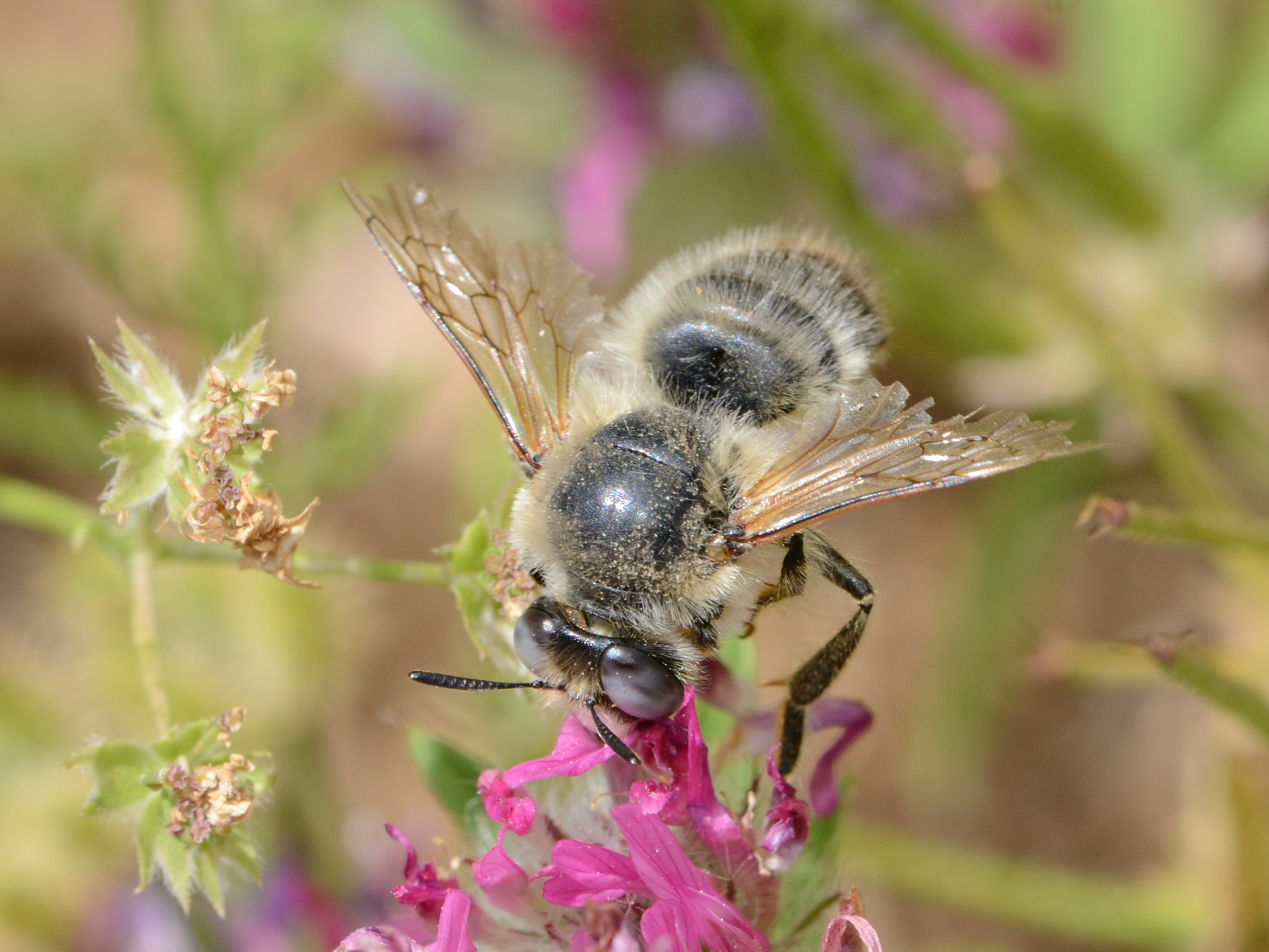
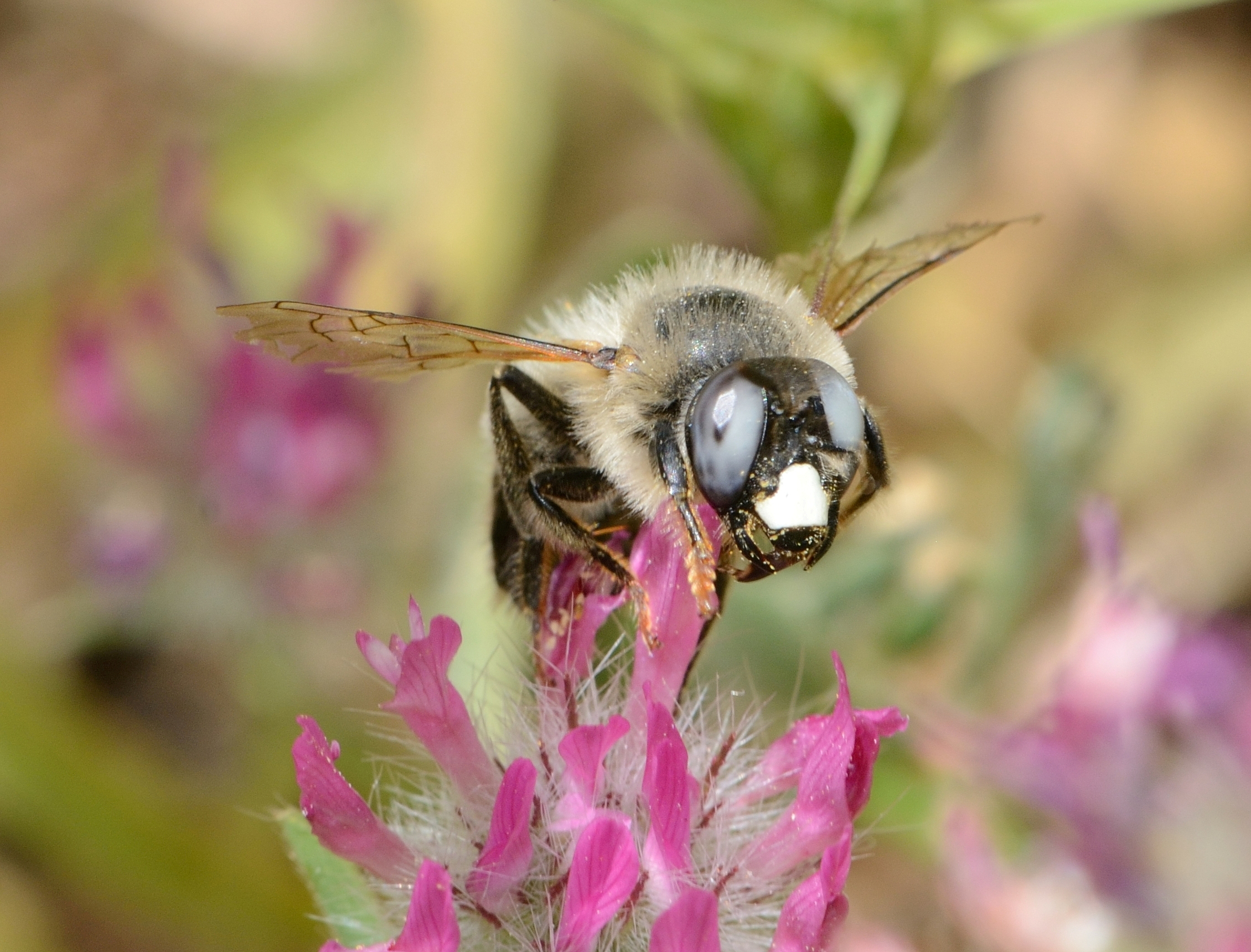